# Morning Sun
Morning Sun è una canzone di Robbie Williams, estratta come terzo singolo dal suo ottavo album Reality Killed the Video Star.
Il singolo è stato pubblicato l'8 marzo 2010 e farà da inno al Sport Relief 2010. Morning Sun è stata scritta poco dopo la morte di Michael Jackson, con l'intento di omaggiare la pop star.

## Il videoclip
Il videoclip, distribuito a metà febbraio del 2010, vede Williams nei panni di un astronauta impegnato in una missione spaziale.

## Tracce
CD UK
1. Morning Sun
2. Elastic

## Classifiche
| Classifica (2010)      | Posizione più alta |
| ---------------------- | ------------------ |
| Austria                | 57                 |
| Belgio (Wallonia)      | 27                 |
| Paesi Bassi            | 75                 |
| Germania               | 32                 |
| Islanda                | 4                  |
| Polonia                | 11                 |
| Ungheria               | 39                 |
| Official Singles Chart | 45                 |